# 福島県獣医師会
公益社団法人福島県獣医師会（こうえきしゃだんほうじんふくしまけんじゅういしかい 英称 Fukushima Veterinary Medical Association）は、福島県知事所管の福島県の獣医師を会員とする公益法人。

## 本部所在地
- 〒960-8043 福島県福島市中町6-31 福島県農業共済会館5階

## 業務内容
- 獣医師会員の学術技能向上のための研修会・講習会事業等の実施
- 福島県との動物に関する連携事業
- 疾病している野鳥の保護・救護
- 県内各学校で飼われている動物の飼育指導
- 県内各市町村との連携事業
- 狂犬病の予防接種・防止活動